# Gran Sinagoga de Londres
La Gran Sinagoga de Londres fue, por siglos, la sinagoga asquenazí y el centro de la vida judía en Londres. Fue destruida en el Blitz, durante la Segunda Guerra Mundial.

## Historia

### Primera sinagoga
La primera sinagoga asquenazí en Londres después del regreso de los judíos a Inglaterra fue construida cerca de 1690 en Duke's Place, al norte de Aldgate.

### Segunda sinagoga
La congregación creció, y en 1722 un nuevo edificio se erigió financiado por el hombre de negocios y filántropo, Moses Hart. Un edificio mayor, diseñado por George Dance the Elder, fue consagrado en 1766.

### Tercera sinagoga
Entre 1788 y 1790, una tercera sinagoga fue construida en el sitio. Este edificio permaneció hasta ser destruido por la Luftwaffe en 1941. Extrañamente para esos tiempos, la financista principal fue una mujer, Judith Hart Levy, descendiente de Moses Hart. El arquitecto fue James Spiller. El edificio fue diseñado en estilo clásico por el arquitecto John Adam. Fue redecorada y refaccionada en 1832 y 1852 por John Walen, siendo restaurada nuevamente con pequeñas innovaciones en 1899 y 1930.

### La realeza británica asiste al culto
Los reales duques de Cambridge (Adolfo de Hannover), Cumberland (Ernesto Augusto I de Hannover) y Sussex (Augusto de Hannover), hijos de Jorge III, visitaron la Gran Sinagoga de Londres en 1809. Los duques observaron el culto religioso sentados en elegantes sillones renacentistas egipcios.

### Destrucción
Fue destruida en el Blitz de Londres el 10 de mayo de 1941.

## Rabinos

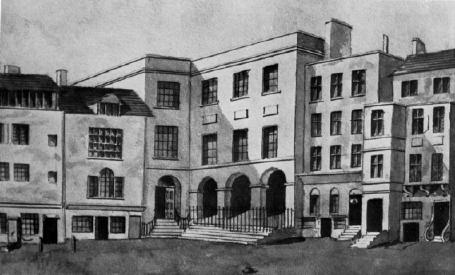
Wash drawing of the Synagogue from Duke's Place, c. 1820

Los rabinos de la Gran Sinagoga, y su mandato, fueron los siguientes:
- Aaron Hart, 1704-1756
- Hart Lyon, 1758-1764
- David Tevele Schiff, 1765-1792
- Solomon Hirschell, 1802-1842
- Nathan Marcus Adler, 1845-1890
- Hermann Adler, 1890-1911

## Cantores
Myer Lyon fue hazzan en la sinagoga de 1767 Durante algún tiempo duplicó su trabajo además como cantante de ópera en Covent Garden Theatre bajo el nombre de 'Michael Leoni'.

## En Artes
En 1819 Augusto Charles Pugin y Thomas Rowlandson dibujaron un aguatinta en el interior, publicado originalmente en la popular revista ilustrada de la época, Ackermann's Repository of Arts. Pugin dibujó una hermosa representación de las columnas jónicas de apoyo a los balcones y la decoración clásica del edificio. Rowlandson caricaturizó a los fieles, con los hombros encogidos y la nariz exagerada tradicionalmente atribuidos a los judíos.